# Броново (Новодворський повіт)
Броново (пол. Bronowo, нім. Brunauer Sand) — село в Польщі, у гміні Стеґна Новодворського повіту Поморського воєводства.
Населення — 604 особи (2011).
У 1975-1998 роках село належало до Ельблонзького воєводства.

## Демографія
Демографічна структура станом на 31 березня 2011 року:
|          | Загалом | Допрацездатний вік | Працездатний вік | Постпрацездатний вік |
| -------- | ------- | ------------------ | ---------------- | -------------------- |
| Чоловіки | 305     | 79                 | 205              | 21                   |
| Жінки    | 299     | 71                 | 184              | 44                   |
| Разом    | 604     | 150                | 389              | 65                   |